# Xenacanthida
Xenacanthida (или Xenacanthiformes) е разред от праисторическиакули, които се появяват през ранния карбон. Разредът включва семействата Xenacanthidae, Diplodoselachidae и Orthacanthidae. Най-значимите членове на групата са представителите на родовете Xenacanthus и Orthacanthus. Някои Xenacanthus може би са достигали дължина до четири метра. Тази група акули са обитавали сладководни води. Някои видове имали големи назъбени шипове, простиращи се назад от врата по тялото. Xenacanthus се отличавали с характерни зъби. Базата или основата на всеки зъб е имала чифт подобни на кука корени. Повечето Xenacanthus измират в края на перм в масовото измиране перм-триас и само няколко вида оцеляват до триаския период.

## Класификация
Разред Xenacanthida
- Род †Anodontacanthus Davis, 1881
- Семейство †Diplodoselachidae Dick, 1981
  - Род †Diplodoselache Dick, 1981
  - Род †Dicentrodus Traquair, 1888
  - Род †Hagenoselache Hampe & Heidkte, 1997
- Семейство †Orthacanthidae Heyler & Poplin 1989
  - Род †Orthacanthus Agassiz, 1843
    - Вид †Orthacanthus arcuatus Newberry, 1856
    - Вид †Orthacanthus cylindricus Agassiz, 1843
    - Вид †Orthacanthus senckenbergianus
- Семейство †Xenacanthidae Fritsch, 1889
  - Род †Plicatodus Hampe, 1995
    - Вид †Plicatodus jordani Hampe, 1995
    - Вид †Plicatodus jordani Schneider & Zajic, 1994
    - Вид †Plicatodus plicatus (Fritsch, 1879)
    - Вид †Plicatodus plicatus (Fritsch, 1889)
    - Вид †Plicatodus santosi (Wurdig-Maciel, 1975)

  - Род †Triodus Jordan, 1849
    - Вид †Triodus sesselis Jordan, 1849

  - Род †Xenacanthus Beyrich, 1848
    - Вид †Xenacanthus atriossis
    - Вид †Xenacanthus compressus
    - Вид †Xenacanthus decheni
    - Вид †Xenacanthus denticulatus
    - Вид †Xenacanthus erectus
    - Вид †Xenacanthus gibbosus
    - Вид †Xenacanthus gracilis
    - Вид †Xenacanthus howsei
    - Вид †Xenacanthus laevissimus
    - Вид †Xenacanthus latus
    - Вид †Xenacanthus luedernensis
    - Вид †Xenacanthus moorei
    - Вид †Xenacanthus ossiani
    - Вид †Xenacanthus ovalis
    - Вид †Xenacanthus parallelus
    - Вид †Xenacanthus parvidens
    - Вид †Xenacanthus robustus
    - Вид †Xenacanthus serratus
    - Вид †Xenacanthus slaughteri
    - Вид †Xenacanthus taylori